# Kirche von Hablingbo

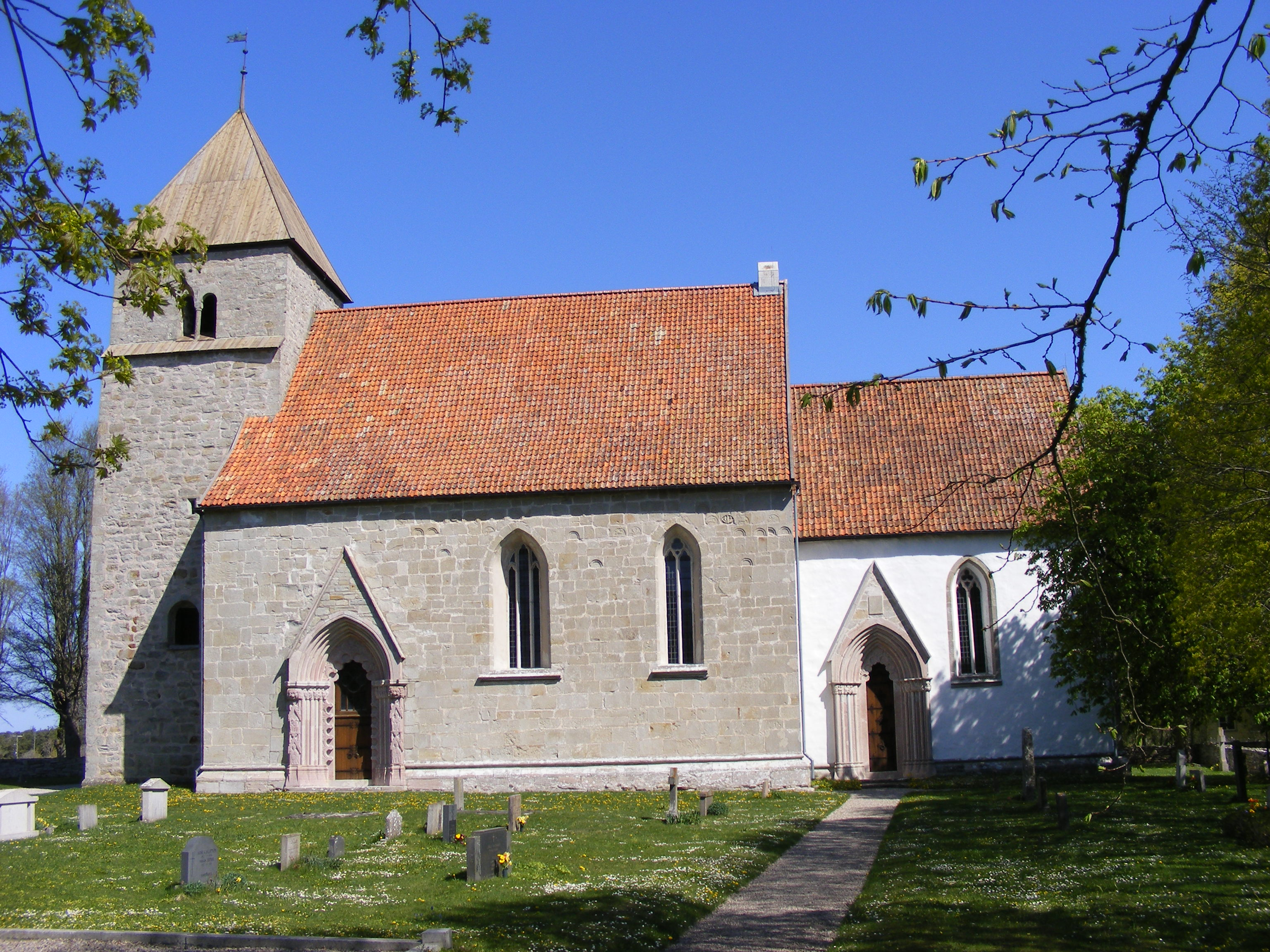
Kirche von Hablingbo

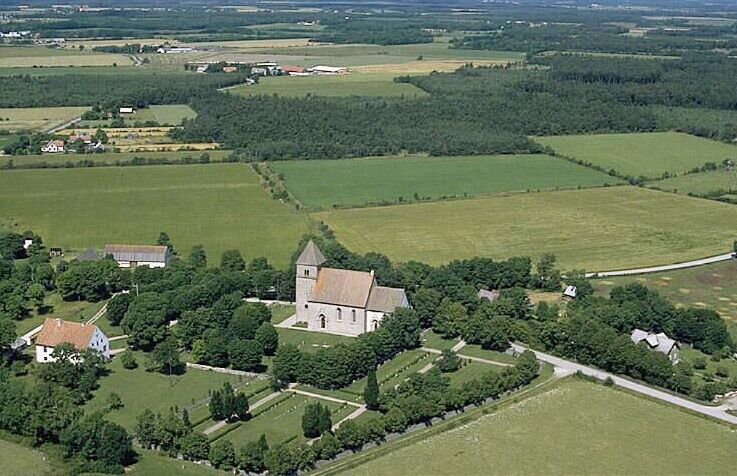
Kirche von Hablingbo

Die Kirche von Hablingbo (schwedisch Hablingbo kyrka) ist eine der größten Kirchen auf der schwedischen Insel Gotland. Sie ist über die Architektur hinaus eine Kostbarkeit der Inselgeschichte im südlichen Drittel der Insel, dem so genannten „Sudret“. Ein Bildstein mit Runeninschrift und zwei Labyrinthe gehören zu ihren Kleinodien.
Der romanische Kirchturm ist der einzige erhaltene Bauteil einer Anlage am Übergang vom 12. zum 13. Jahrhundert. Das gotische Kirchenschiff und der Chor stammen aus der Mitte des 14. Jahrhunderts, während die Sakristei im 18. Jahrhundert entstand.

## Die Portale
Das Portal an der Nordseite des Langhauses stammt noch von der romanischen Kirche. Als Hauptportal befand es sich ursprünglich auf der Südseite. Das von dem anonymen Meister Majestatis in der zweiten Hälfte des 12. Jahrhunderts geschaffene Portal gehört zu den ansehnlichsten Exemplaren, die in Schweden aus romanischer Zeit erhalten sind. Im Tympanon befindet sich ein ikonographisch ansprechendes Relief mit Themen der Erzählung von Kain und Abel.
Die gotischen Portale der Südseite sind ebenfalls reich mit Reliefs verziert. Das Portal des Chores ist kleiner als das des Schiffes und zeigt am Kapitellband neben Darstellungen aus der Frühzeit des Lebens Jesu ein Schaf und eine Sau, die fünf Ferkel stillt. Die Kapitellbänder stammen vermutlich aus der Werkstatt des anonymen Baumeisters Egypticus.
Das heute stark ramponierte Portal am Langhaus gehört zu den Höhepunkten des Schaffens dieser Werkstatt. Es zeigt unter anderem Männerfiguren mit Spruchbändern. Auf den äußeren Pfosten verleihen groteske Masken dem Portal durch ihre dominante Platzierung einen eigenartigen Charakter. Die Pfosten sind überdies mit den Skulpturen der vier Kirchenväter Augustinus, Ambrosius, Gregorius und Hieronymus verziert. Auf dem stark beschädigten Tympanon erkennt man lediglich die Krönung Mariens.

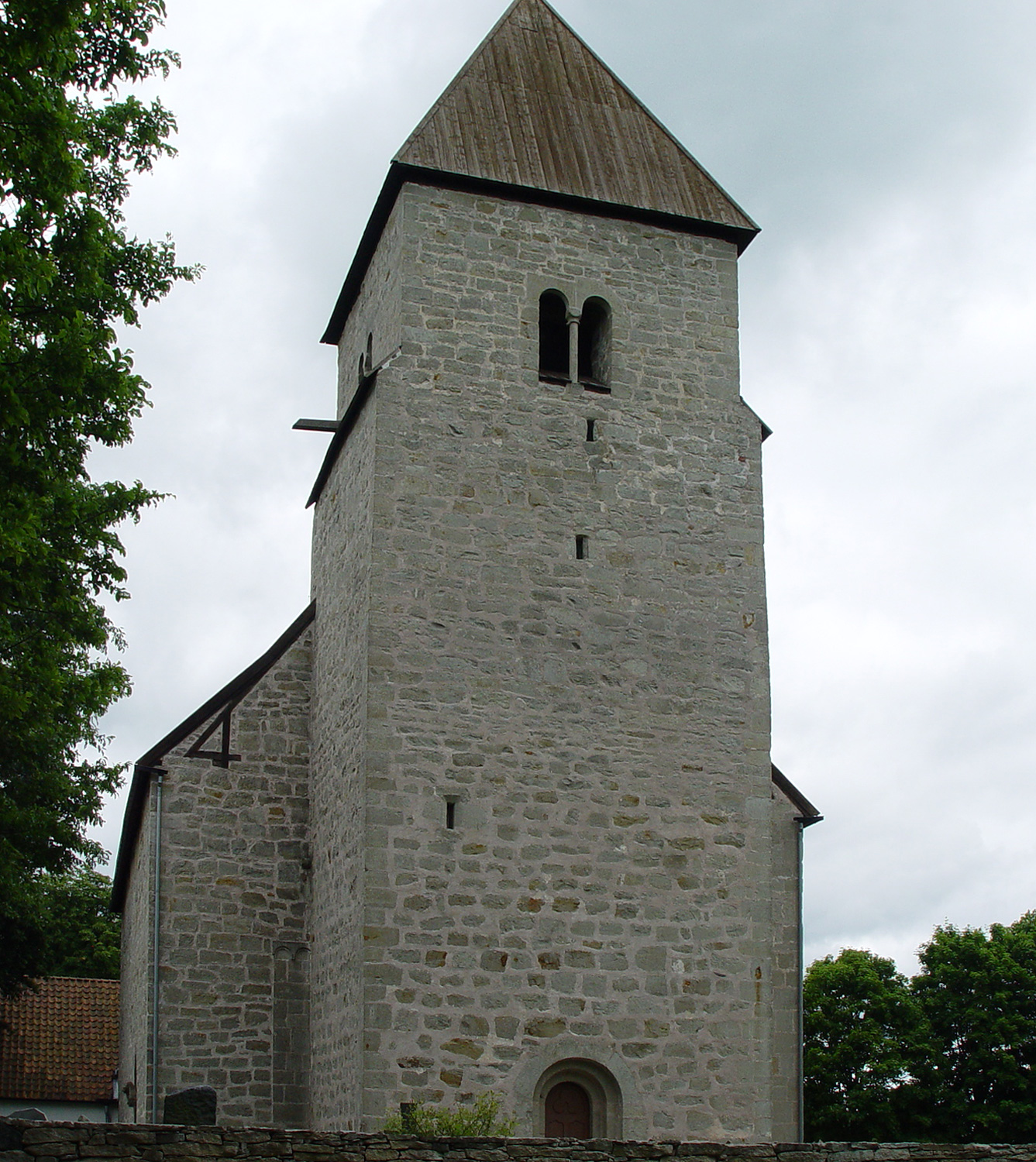
Der romanische Glockenturm
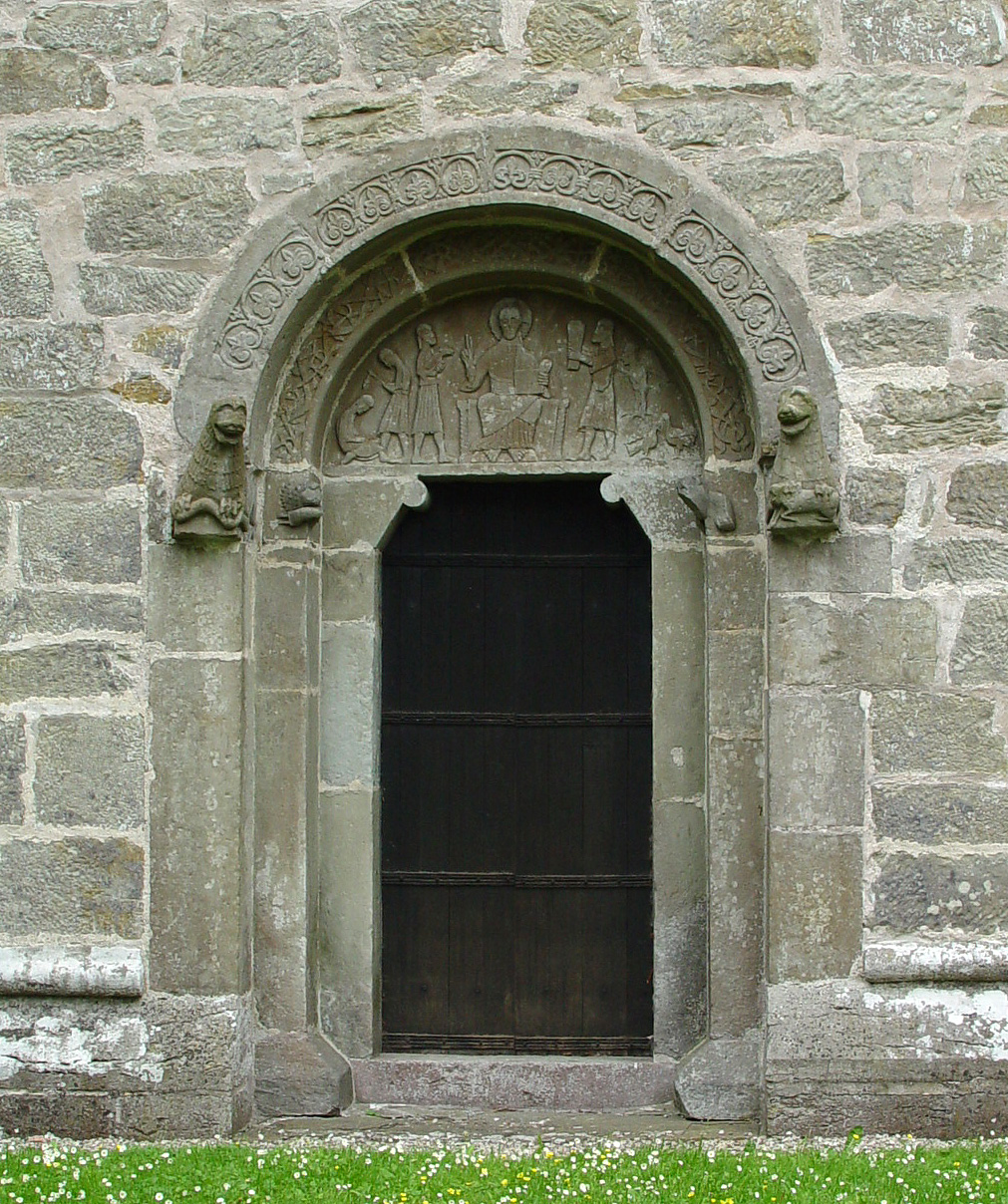
Romanisches Nordportal
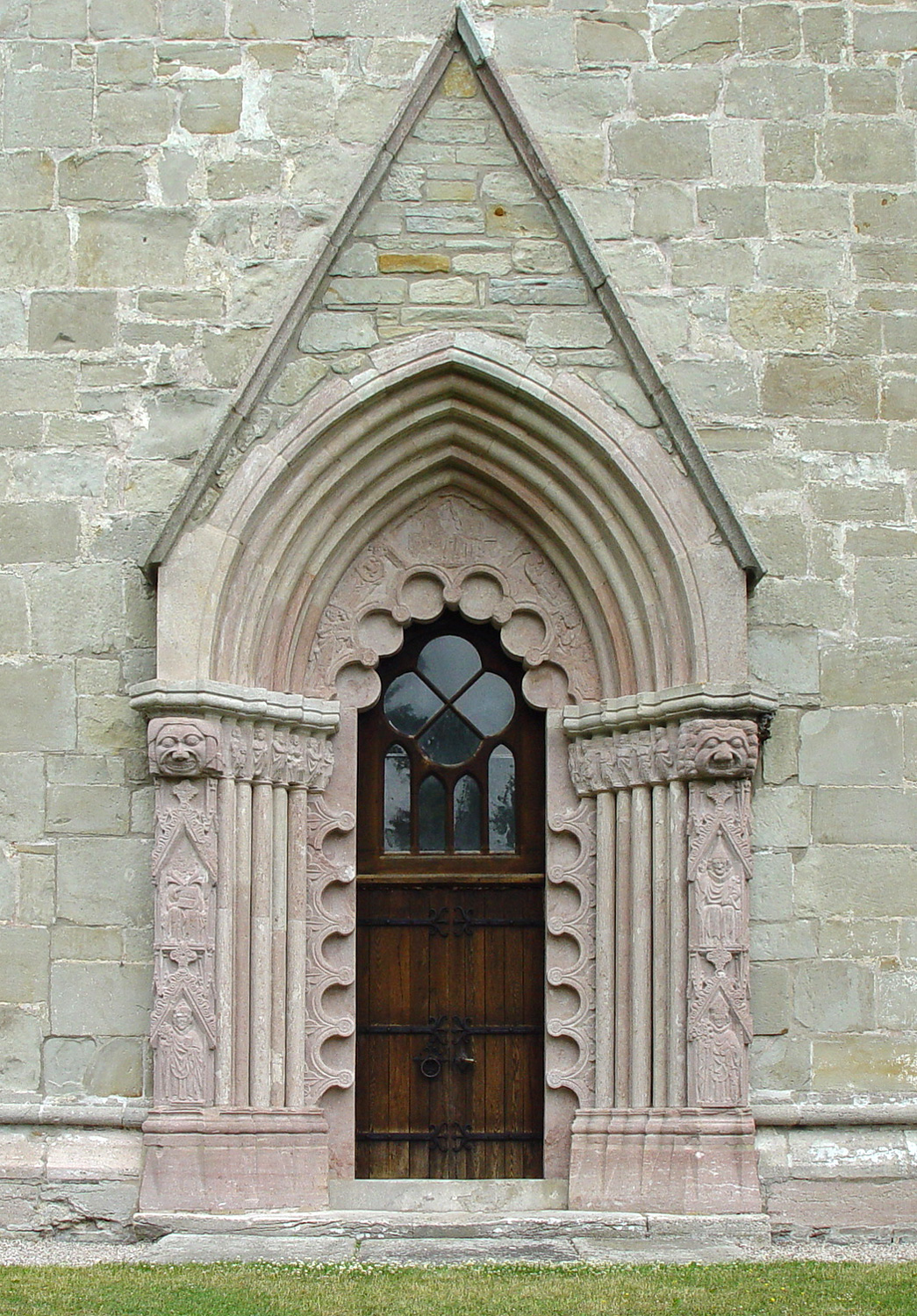
Südportal
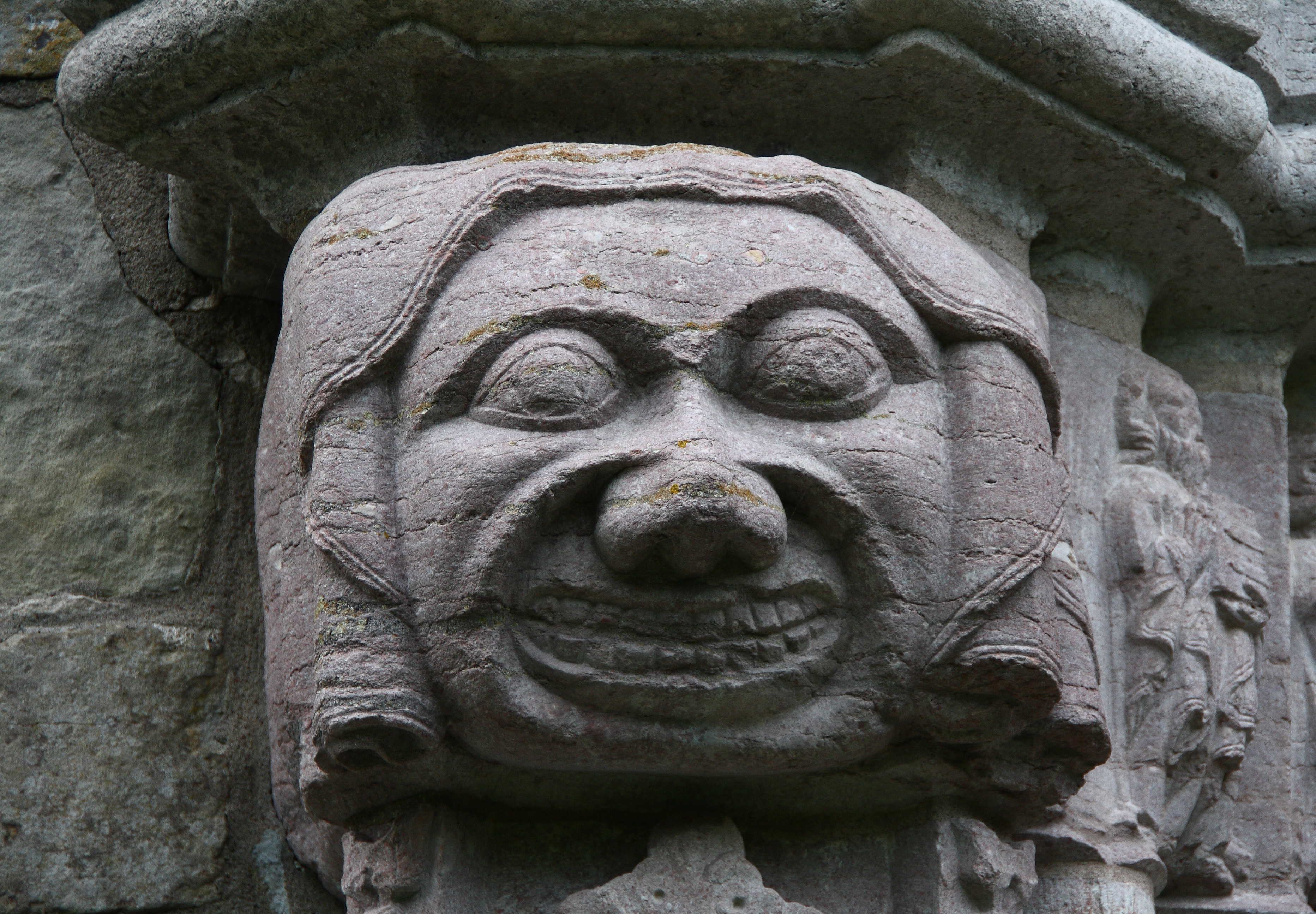
Linke Maske am Südportal
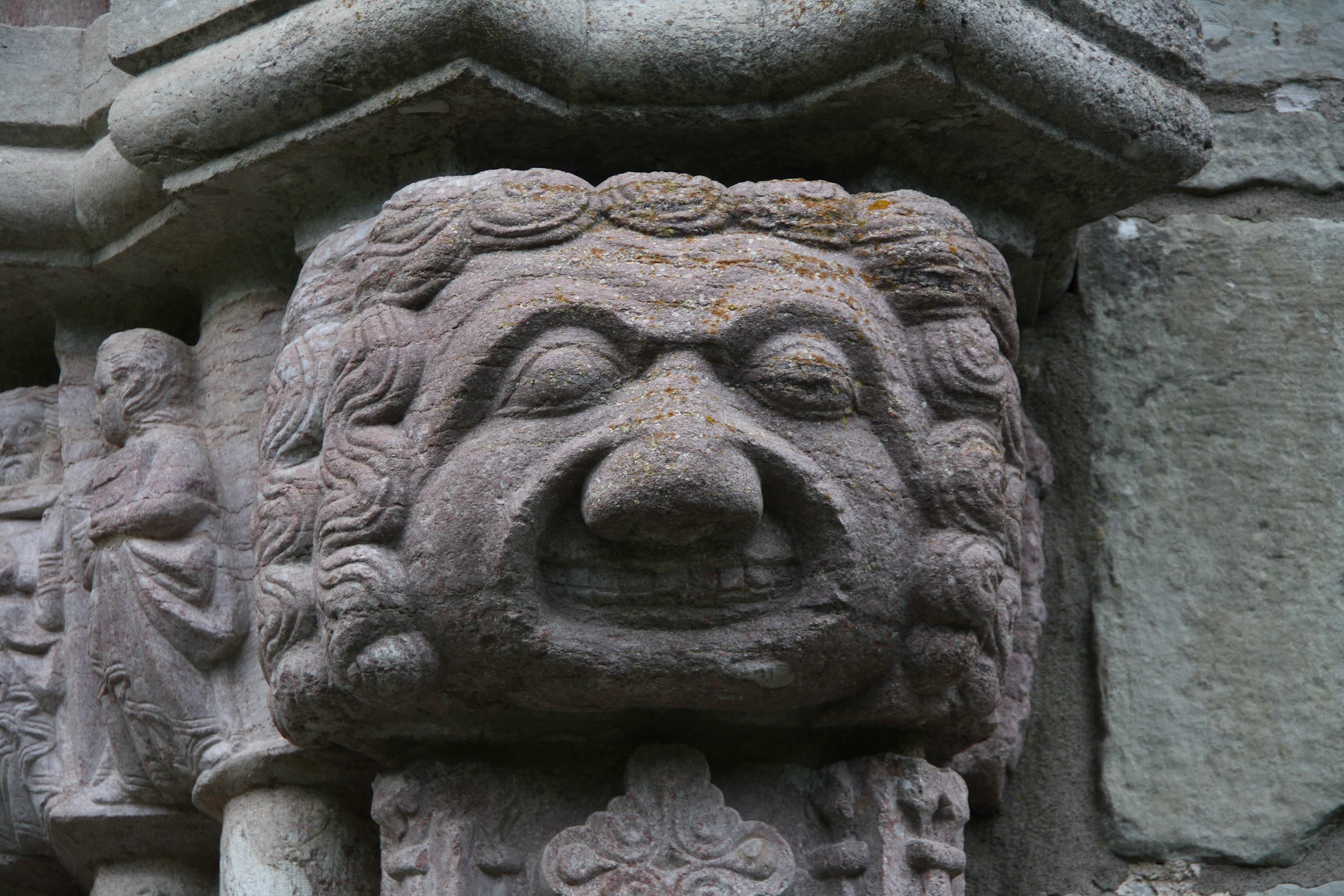
Rechte Maske am Südportal

## Der Innenraum
Innen vermitteln primär die Gewölbe und die Säulen mit schweren Kapitellen den Eindruck von Monumentalität. Die stilisierten Gesichtsmasken am östlichen Kapitell inspirierten den schwedischen Kunsthistoriker Johnny Roosval (1879–1965) dazu, dem anonymen Meister des 14. Jahrhunderts den Namen „Egypticus“ zu geben. Roosval war Spezialist für die Architektur und Kunst des Mittelalters, insbesondere der Kirchen Gotlands.

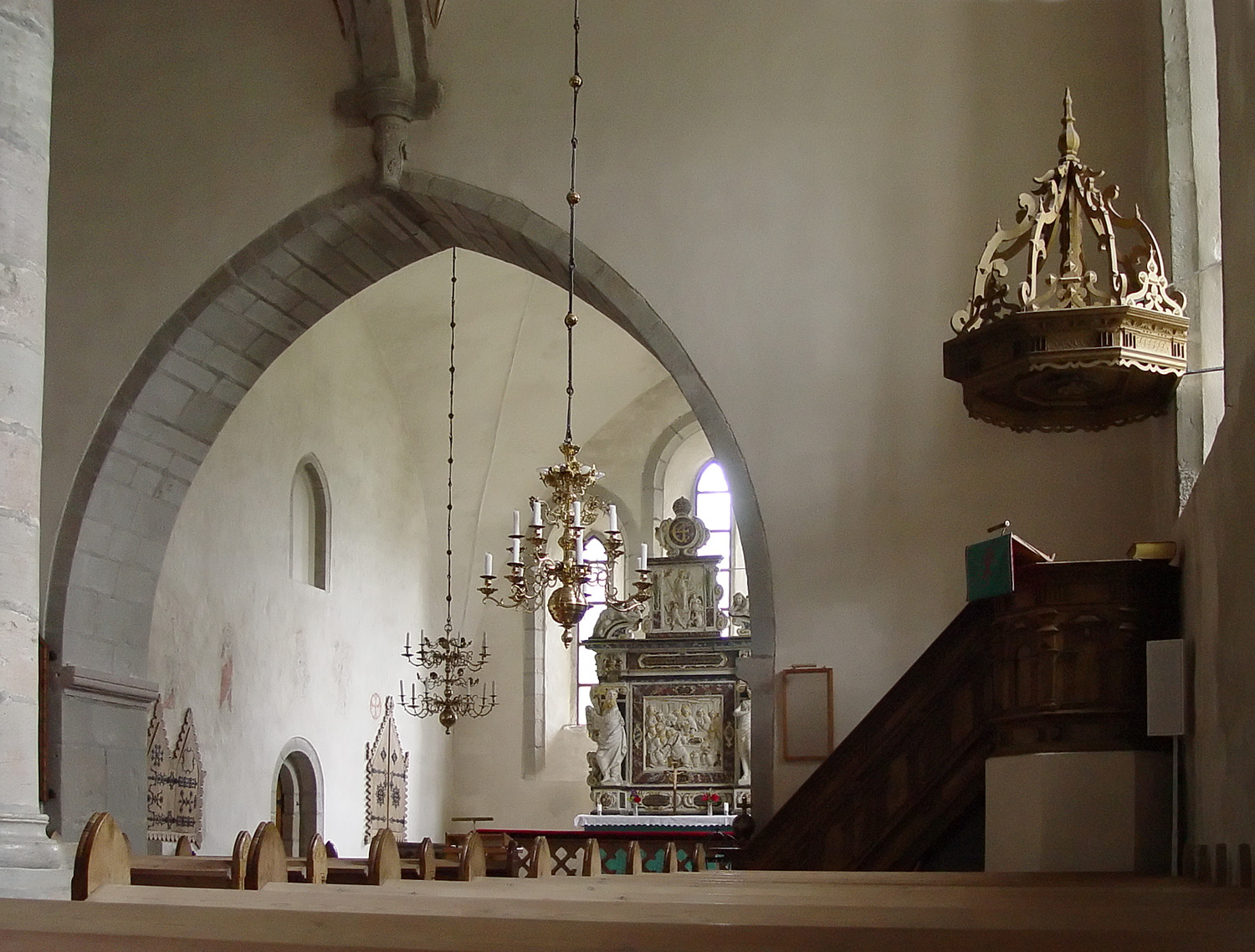
Kanzel und Sandsteinaltar von 1643

### Die Einrichtung
Im Chor befinden sich Fragmente mittelalterlicher Fresken, die wahrscheinlich in der Mitte des 15. Jahrhunderts entstanden sind. Neben dem Triumphbogen ist der Heilige Michael als Drachentöter und an der Nordwand sind Petrus und Paulus, Johannes der Täufer sowie Heilige, darunter der 1455 kanonisierte Heilige Bernhard von Siena, dargestellt. Von den mittelalterlichen Einrichtungsstücken ist am Ort wenig erhalten. Die einst große Sammlung an Holzplastiken, darunter ein Triumphkreuz und Heiligenfiguren, wird, da ziemlich beschädigt, inzwischen in Museen aufbewahrt.

### Altar und Kanzel
Der von Peter van Eghen und seinem berühmteren Sohn Gert gestaltete Altaraufsatz aus Sandstein stammt aus dem Jahre 1643. Er zeigt Szenen des Abendmahls. Die übermalte Kanzel soll ein Werk des Visbyer Tischlers Jochim Sterling oder seiner Werkstatt aus dem 17. Jahrhundert sein.

### Die Labyrinthe
An der Innenwand der Turmkammer befindet sich die Zeichnung eines klassischen Labyrinths von etwa einem Meter Durchmesser. Es hat die untypisch hohe Zahl von 19 Gängen und ist teilweise übermalt. An der Südwand findet sich ein unvollendetes Labyrinth: Nur das Grundmuster und die ersten drei Schleifen wurden ausgezogen, vollendet wäre es ein Labyrinth mit zwölf Gängen. Das Beispiel wird als Beleg für die Konstruktion von gezeichneten Labyrinthen angeführt. Labyrinthe kommen auch in einigen anderen gotländischen Kirchen vor; Trojaburgen, wie die diese Form von Labyrinthen hier genannt wird, sind im skandinavischen Raum verbreitet. Die Mauern im Turm sind von historischen Graffiti bedeckt. Links vom Labyrinth sind mehrere Schiffe zu erkennen.

## Der Runenbildstein
Auf dem Friedhof der Kirche wurde 1988 ein Bildstein mit einer Runeninschrift gefunden. Der Stein befand sich an seinem ursprünglichen Stellplatz, da auch seine Stützsteine vorhanden waren. Er lag 30 bis 40 cm unter der Oberfläche, mit der Bildseite nach oben. Der Runenstein ist nur leicht beschädigt, die Ritzung ist völlig bewahrt. Die Ritzungsfläche ist glatt gehauen und abgemeißelt worden, so dass die Verzierung im Halbrelief hervorsteht. Die Fläche ist so gut erhalten, dass sich die Hautechnik studieren lässt. Das Dekor besteht aus einem Ringkreuz, Blattornamenten und einem Bandkoppel. Die Runenschrift befindet sich auf dem erhöhten Körper der Schlange und beginnt an ihrem Kopf. Sie lautet übersetzt:
Vatar (?) und Hallgair errichteten den Stein nach Helge, ihrem Vater. Er war nach Westen mit Wikingern gefahren.
Hier wird in einer der ältesten gotländischen Runeninschriften eine Wikingerfahrt nach Westen genannt. Es liegt nahe, an England zu denken; doch kommen auch Dänemark und Norwegen in Frage. Der Schlusssatz der Runeninschrift ist ein wichtiges Element, ist doch die Bezeichnung „Wikinger“ selten belegt. Er bekräftigt, dass sich die Wikinger selbst so nannten. Der Runenstein von Hablingbo hat eine Höhe von 1,9 m und an der Basis eine Breite von 1,2 m. Nach der Restaurierung wurde er in der Turmkammer der Kirche aufgestellt.